# Andrew Eldritch
Andrew Eldritch (15 de maio de 1959), nome artístico de Andrew William Harvey Taylor, é um cantor e compositor britânico. É o único integrante que remanesce da formação original dos Sisters of Mercy, banda que surgiu a partir da cena pós-punk britânica e logo se destacou como uma das principais bandas de rock gótico da Inglaterra.
O Sisters of Mercy tentou continuar ou seguir os passos dos Stooges, Joy Division entre outros, atingindo o auge em meados da década de 1980. Até hoje, a banda continua instável, pela rotatividade dos seus integrantes. O suposto motivo para tantas rupturas na formação do Sisters of Mercy surge do boato de que Eldritch possui um temperamento com extremo mau-humor, frequentemente discordando das ideias apresentadas através dos demais integrantes. Andrew mantém a banda ativa com sua voz de baixo-barítono inconfundível.

## Biografia
Eldritch nasceu na pequena cidade Catedral de Ely, em Cambridgeshire, Inglaterra, em 1959. Eldritch depois escreveu uma canção chamada "1959", aludindo ao ano de seu nascimento, começando com a frase "Viver como anjo no lugar que eu nasci" (Living as angel in the place that I was born)
Eldritch estudou literatura francesa e alemã na Universidade de Oxford antes de morar nos arredores de Leeds, em 1978, para estudar chinês mandarim na Universidade de Leeds, porém deixou ambos os cursos antes de obter um grau (hoje ele fala fluentemente francês e alemão, e possui alguns conhecimentos da língua neerlandesa, italiano, russo, servo-croata e latin, mas alega que esqueceu o chinês que aprendeu). Durante este período, foi um terrível baterista freelance na cena punk local de Leeds (em sua própria opinião).

## Carreira
Em 1980, Andrew Eldritch e Gary Marx formaram os Sisters of Mercy. Sobre o primeiro single, "Damage Done/Watch/Home of the Hit-men", Eldritch tocou bateria, uma tarefa que mais tarde foi substituída pela máquina Doktor Avalanche, permitindo-lhe se concentrar mais em seu desempenho vocal. Ao longo dos anos, nove membros deixaram o grupo, vários citando conflitos com o frontman Eldritch, como razão para a sua partida. Dentre estes incluem-se Patricia Morrison, alegando ela ser mau remunerada, pois recebia em média £300 por mês para dedicar-se profissionalmente ao Sisters of Mercy, enquanto as mais conhecidas rixas foram entre Wayne Hussey e Eldritch, com quem teve uma disputa pessoal que contribuiu para críticas pesadas de ambos pela imprensa da música popular durante os anos 80. Hussey formou uma outra banda a qual passou a se chamar The Mission como resultado desse conflito.
Após a liberação da faixa do último álbum de estúdio, Vision Thing, Andrew Eldritch fez contribuições vocais para Gary Moore e Sarah Brightman em gravações de estúdio. Na tentativa de compreensão inter-cultural, iniciou uma turnê de 1991, U.S. Tour of The Sisters of Mercy, num trio com as bandas Gang of Four e Public Enemy. Em 1995 foi entrevistado por David Bowie na edição alemã da revista Rolling Stone. Impedidos por obrigações contratuais, de que sejam exibidos em seu próprio nome, ele é também alvo de rumores por ter produzido um álbum de grupo de techno sob vários pseudônimos durante a década de 1990, um boato que ele não negaria quando lhe perguntaram sobre isso.

## Recentemente
Agora, em semi-aposentadoria de sua carreira musical - O The Sisters Of Mercy ainda faz pequenas turnês (depois de ter desempenhado a turnê 69-data, no primeiro semestre de 2006), mas nenhum novo material foi gravado, desde quando foi liberada a venda em 1993. Apesar disso, a banda continua a fazer novos materiais ao vivo semestralmente e tocando de forma anônima, sob pseudônimos em seu templo particular em Leeds.
Em Fevereiro de 2006 o "Bite the Silver Bullet Tour" começou em Las Vegas, Estados Unidos, dando continuidade em toda Alemanha, Estados Unidos da América, França, Grécia, Itália e Reino Unido, além de muitos outros países europeus.

## Composição

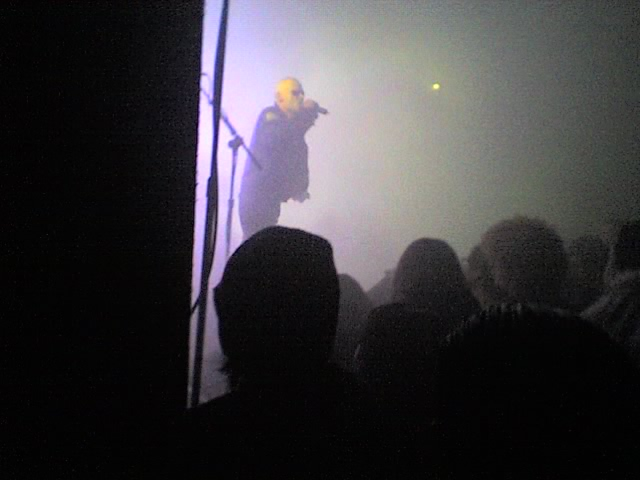
Andrew Eldritch, fevereiro de 2006

As técnicas de composição de Andrew Eldritch são incluir alusões literárias (as mais visíveis são para as obras de Thomas Stearns Eliot, Leonard Cohen e William Shakespeare), imagens eróticas, góticas, metáforas da cultura da droga e um intempestivo entre críticas do Partido Republicano (Estados Unidos), com o qual Eldritch frequentemente afirma ter um relacionamento de "ódio", tendo em conta a Família Bush, cristãos fundamentalistas e do Complexo militar industrial.